# 物流危機
物流危機（ぶつりゅうきき）とは、2000年代以降の日本において、貨物自動車運送事業に従事する運転者の数が減少する一方で荷物・貨物の自動車輸送での取扱量が増加することにより、物流の維持が困難になる事象。

## 歴史

### 1990年代から2010年代まで
陸運業は1990年の規制緩和および、2003年の規制の一層緩和などの競争激化により、ドライバーの月平均労働時間は195.7時間と産業別では最も長く、2位である飲食業（172.7時間）を大きく引き離しており、年収も全産業平均より5%から10%程度低くなるなど労働条件が悪化したため、2000年代後半以降にドライバー数が急減した。
2007年6月6日の免許制度改革（準中型自動車の設定）による若者の敬遠や、少子化による生産年齢人口の減少、ECサイトの急成長も追い打ちをかけた。

### 2020年代
2020年の新型コロナウイルス流行により宅配の取扱量は増加傾向になり、物流の85%を占める企業間取引（B2B）や、宅配共に「モノが運べない」物流危機が迫っており、2022年の倒産件数統計では、運輸業の倒産件数が業種詳細別で最多となっており、危機に拍車が掛かっている。
これまで運輸、建築、医療業界で執行が猶予されていた2024年4月から開始される時間外労働の上限を年間960時間とする、罰則付き規制「働き方改革」による輸送能力不足が危惧された（2024年問題）。2023年には経済産業省、農林水産省、国土交通省の連名で「物流の適正化・生産性向上に向けた荷主事業者・物流事業者の取組に関するガイドライン」を策定。荷待ち、荷役作業等にかかる時間の短縮を目指すこととなったが、2024年時点では、ドライバーの運転時間が減少する方向を示す一方、荷待ち・荷役時間は横ばいのままであった。

## 今後の予測
- 2027年

24万人のドライバーが不足するとの予測。
- 2030年

ドライバーは21万人不足し、10億トン近い輸送力不足で3割以上の荷物がトラックで運べなくなる予測（2030年問題）。
- 2030年度以降

北海道新幹線の新函館北斗駅 - 札幌駅間開業に伴う並行在来線の貨物列車に関する問題。

## 対応

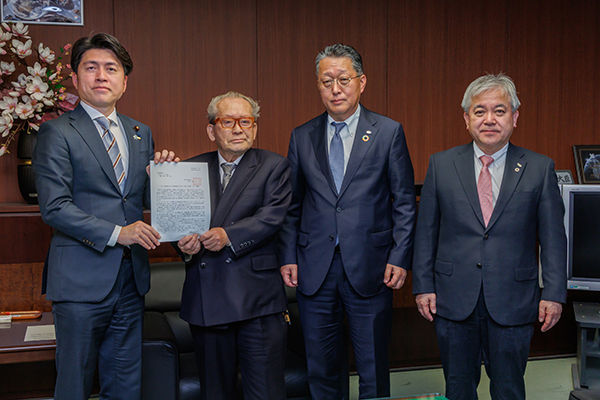
国土交通大臣の中野洋昌は、全日本トラック協会に価格転嫁及び賃上げの要請書を手交した。2025年4月。

物流は全産業に付随する産業となり国の根幹を支えるため、このような危機的状況から政府主導による対策が進められており、商慣行の撤廃や改革、運賃の是正と監視、デジタル技術を利用した効率化の推進や標準化による生産性の向上、物流拠点整備や共同配送および地方においては貨客混載の推進、新規格車両の導入や利用しやすい高速道路料金の実現などが検討、計画されている。